# Obleganje Konstantinopla (626)
Obleganje Konstantinopla (626), vojaška operacija Avarov in njihovih zaveznikov Slovanov in sasanidskih Perzijcev, ki se je končala s strateško zmago Bizantinskega cesarstva. Neuspešno obleganje je rešilo cesarstvo pred propadom in v kombinaciji z zmagami, ki jih je leto pred tem in leto kasneje dosegel cesar Heraklij, omogočilo Bizantinskemu cesarstvu, da ponovno osvoji izgubljena ozemlja na vzhodu in konča bizantinsko-sasanidske vojne. Bizantinci so nasprotnikom vsilili ugodne mirovne pogoje z mejami, kakršne so bile okoli leta 590.

## Ozadje
Glej tudi: Bizantinsko-sasanidska vojna (602–628) in Bitka pri Ninivah
Leta 602 je Fokas vrgel s prestola uzurpatorja Mavricija in vzpostavil vladavino terorja in nesposobnosti, ki je cesarstvo vodila v brezvladje. Državni udar je sasanidski kralj Kozrav II. izkoristil kot dober povod za napad na cesarstvo, ki je bilo zaradi neustreznega ravnanja cerkvenih in civilnih oblasti v zelo slabem stanju.  Na začetku je bila vojna sreča na perzijski strani, tako da je v bizantinskih rokah ostala samo Anatolija. Leta 610 je  sin kartaginskega eksarhata Heraklij strmoglavil Fokasa in sam zasedel bizantinski prestol. Heraklij, ki je bil general z presenetljivo veliko energije in skromnimi izkušnjami, je takoj začel popravljati škodo, ki jo je povzročil njegov predhodnik, vendar njegove ofenzive v Mezopotamiji, sedanjem Iraku, niso mogle zaustaviti perzijskega napada in obleganja Konstantinopla. 14. ali 15. maja 626 se je v Konstantinoplu začela vstaja proti Ivanu Seizmu, ker je nameraval cesarski gardi ukiniti obroke kruha in ceno kruha povečati s treh na osem folisov. Seizma so odstavili, nemiri v mestu pa so se kljub temu nadaljevali.

## Obleganje
Perzijskemu napadu na Konstantinopel se je pridružilo kakšnih 80.000 Avarov in Slovanov, ki so nameravali iz cele Evrope izgnati rimsko-bizantinske oblastnike. Perzijci so prišli v Halkedon na bosporski obali še preden so Fokasa vrgli s prestola, pravo obleganje pa se je začelo, ko so Avari pred Teodozijevo obzidje privlekli težke oblegovalne naprave.
Na srečo branilcev je bilo takrat v mestu kakšnih 12.000 dobro izurjenih konjenikov redne vojske. Ne majhen prispevek k obrambi mesta je dal tudi konstantinopelski patriarh Sergej, ki je goreče pozival okoliško kmečko prebivalstvo v boj proti poganom. Vsi napadi na obzidje so spodleteli. Ko so Bizantinci v dveh različnih pomorskih birkah potopili avarsko in nato še perzijsko ladjevje, so napadalci panično zapustili bojišče in obleganje se je končalo.

## Posledice
Malo pred perzijskim porazom pred Konstantinoplom je Heraklijev brat Teodor prepričljivo premagal njihovega generala Šahina. Obe zmagi sta Herakliju omogočili pohod v Mezopotamijo, kjer je pri Ninivah ponovno porazil perzijsko armado. Po zmagi je odkorakal v Ktezifon, v katerem je vladala anarhija, ki je Herakliju omogočila izposlovati še bolj ugodne mirovne pogoje, kot bi jih sicer. Perzijci so se obvezali, da se bodo z vso vojsko umaknili z zasedenih ozemelj in Bizantincem vrnili Egipt, Levant in ozemlja v Mezopotamiji in Armeniji, ki so ob podpisu prejšnje mirovne pogodbe leta  595 pripadla Bizantinskemu cesarstvu. Obe cesarstvi se zatem nista več vojskovali, dokler ni miru v obeh cesarstvih prekinila invazija Arabcev. 

## Ocena
Avarsko-slovansko obleganje Konstantinopla je spodletelo, ker napadalci niso imeli primerne opreme. Konstantinopelsko obzidje je bilo namreč lahko branljivo pred oblegovalnimi stolpi in spodkopavnjem. Poleg tega niso niti Perzijci niti Slovani imeli  dovolj močnega ladjevja, da bi mesto napadli z morja. Avare je k umiku nazadnje prisililo tudi pomanjkanje zalog.